# Grodzisk (powiat sokołowski)
Grodzisk – wieś w Polsce położona w województwie mazowieckim, w powiecie sokołowskim, w gminie Sabnie. Ma statut sołectwa. Leży nad Cetynią dopływem Bugu.
Wieś była własnością biskupa płockiego, w 1795 położona była w ziemi drohickiej województwa podlaskiego. W latach 1975–1998 miejscowość należała administracyjnie do województwa siedleckiego. Jest siedzibą rzymskokatolickiej parafii pod wezwaniem Trójcy Przenajświętszej.

## Obiektyzabytkowe
- Cerkiew gr.-kat., obecnie kościół parafii rzymskokatolickiej pw. Świętej Trójcy, drewniany, 1788, 1852, nr rej.: 615 z 4.04.1962
- zespół dworski, z początku XX wieku, nr rej.: 385 z 1986:
- dwór, drewniany.
- park